# السوق القديم (المشنة)

تعديل مصدري - تعديل

السوق القديم  هي إحدى حارات حي المشنة بمدينة إب اليمنية، بلغ تعداد سكانها 892 نسمة حسب تعداد اليمن لعام 2004.